# Bladel en Netersel

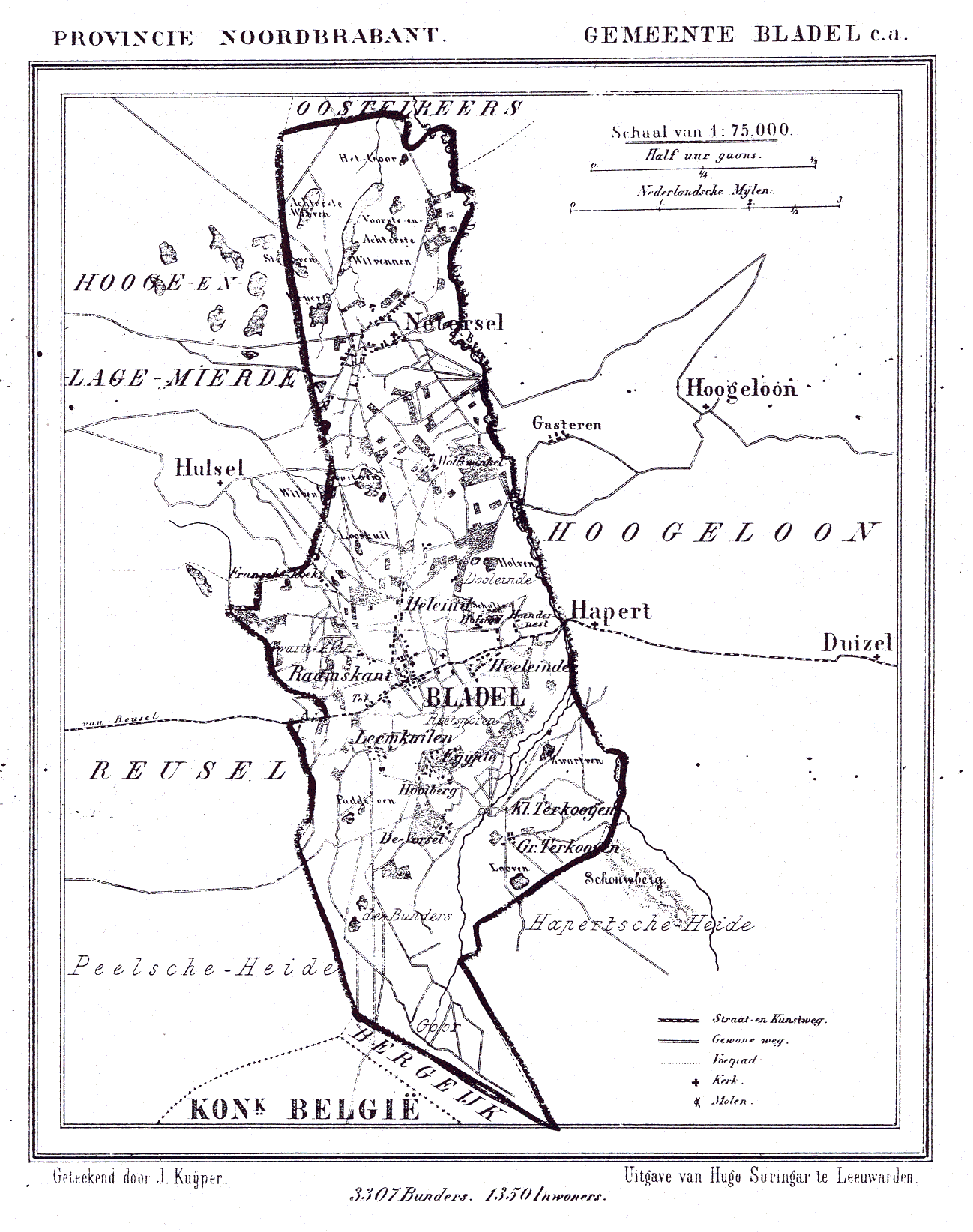
Bladel en Netersel en 1866

Ancienne commune des Pays-Bas, de la province du Brabant-Septentrional, la commune de Bladel en Netersel a été indépendante jusqu'au 1er janvier 1997, date de sa fusion avec l'ancienne commune de Hoogeloon, Hapert en Casteren pour former la nouvelle commune de Bladel.

## Histoire
La commune était composée des villages de Bladel et de Netersel et de plusieurs hameaux éparpillés. La commune hébergea le site historique de Pladella Villa, dont on n'est pas sûr s'il se situait à Bladel même ou à Netersel. En 1840, la commune comptait 221 maisons et 1 278 habitants, dont 458 dans le bourg de Bladel, 253 à Netersel, 147 à Hoeveneinde, 223 à Heeleinde, 24 à Isegrim of Fransche Hoef, 29 à Wolfswinkelsche Hoeven of Het Bosch et 144 à Helleneinde.

### Référence
1. ↑  Alphabetisch register van alle bewoonde oorden des Rijks, Departement van Oorlog, Éd. Erven Doorman, 's-Gravenhage, 1850